# Agnieszka Frydrychowicz-Tekieli
Agnieszka Frydrychowicz-Tekieli (ur. 1974 w Słupsku) – polska urzędniczka państwowa i dyplomatka, ambasador w Kolumbii (2016–2020) i Meksyku (od 2025).

## Życiorys
Uzyskała w 1998 tytuł magistra w Instytucie Stosunków Międzynarodowych Uniwersytetu Warszawskiego oraz ukończyła studia podyplomowe w Centrum Studiów Latynoamerykańskich Uniwersytetu Warszawskiego. Współpracowała z wydawnictwem PWN w przygotowaniu haseł encyklopedycznych dotyczących historii politycznej Argentyny i Wielkiej Encyklopedii PWN.
W 1999 wstąpiła do służby dyplomatycznej, gdzie przez pierwsze dwa lata odbyła aplikację dyplomatyczno-konsularną. W latach 2001–2004 pracowała w Departamencie Unii Europejskiej Ministerstwa Spraw Zagranicznych. Następnie (2004–2009) pełniła funkcję I sekretarza w wydziale politycznym Stałego Przedstawicielstwa RP przy Unii Europejskiej. W 2008 została mianowana Pełnomocnikiem Ministra ds. Procesu Barcelońskiego. Do 2009 pracowała w Departamencie Afryki i Bliskiego Wschodu, jako kierowniczka sekcji krajów Maghrebu i Maszreku. W latach 2009–2014 pełniła funkcję zastępcy szefa misji w Ambasadzie RP w Madrycie i chargé d'affaires a.i. (2012–2013). Była następnie przez blisko 2 lata zastępczynią dyrektora Biura Infrastruktury MSZ. We wrześniu 2016 mianowana na stanowisko Ambasador RP w Kolumbii (z krajami akredytacji: Saint Lucia, Antigua i Barbuda oraz, do 2017, Haiti i Panamą). 15 listopada 2016 złożyła listy uwierzytelniające na ręce prezydenta Juana Manuela Santosa. Kadencję zakończyła 31 sierpnia 2020. Następnie do października 2021 pracowała w Departamencie Dyplomacji Publicznej i Kulturalnej. Następnie w Departamencie Ameryki objęła samodzielne stanowisko ds. relacji z Argentyną, Brazylią, Paragwajem i Urugwajem. W listopadzie 2024 objęła kierownictwo Ambasady RP w Meksyku jako chargé d’affaires, a od kwietnia 2025 jako ambasador, akredytowaną także w Kostaryce.
Zna język hiszpański i angielski, posługuje się także francuskim. Jest zamężna, ma syna.

## Odznaczenia
- 2018 – Krzyż Wielki „Doskonałości akademickiej” przyznany przez kolumbijską Hispanoamerykańską Akademię Literatury i Nauki[15]
- 2019 – Order Antonii Santos za Zasługi Społeczne przyznany przez Kolumbijskie Stowarzyszenie Prasy i Mediów[16]
- 2021 – Krzyż Wielki Orderu Narodowego Świętego Karola przyznany przez Rząd Republiki Kolumbii[17]